# Show-ha Shoten
Show-ha Shoten (ショーハショーテン！, Shō-ha Shōten!) est un manga écrit par Akinari Asakura et illustré par Takeshi Obata. La série est publiée au Japon depuis octobre 2021 dans le magazine mensuel Jump Square de l'éditeur Shueisha. La version française est éditée par Kana depuis juin 2023.

## Publication
Show-ha Shoten est écrit par Akinari Asakura et dessiné par Takeshi Obata. Il est publié à partir du 4 octobre 2021 par l'éditeur Shueisha via son magazine mensuel Jump Square. L'éditeur Shuiesha publie la série sous format tankōbon à partir du 4 janvier 2023. Au 2 mai 2025, 10 volumes ont été publiés. La série prendra fin avec la sortie du onzième tome le 4 septembre 2025.
En février 2023, Kana annonce la publication de la version française et la sortie du premier volume pour le 23 juin 2023. Il sort finalement le 30 juin 2023.

### Liste des volumes
| no | Japonais         | Japonais          | Français          | Français          |
| no | Date de sortie   | ISBN              | Date de sortie    | ISBN              |
| --- | ---------------- | ----------------- | ----------------- | ----------------- |
| 1 | 4 juin 2022      | 978-4-08-882890-9 | 30 juin 2023      | 978-2-5051-1922-7 |
| Liste des chapitres : - Chapitre 1 - Comédie et détermination (笑いと覚悟) - Chapitre 2 - Comédie et cible (笑いと射程) - Chapitre 3 - Comédie et reconnaissance de la défaite (笑いと敗北宣言)                                                                |                  |                   |                   |                   |
| 2 | 2 mai 2022       | 978-4-08-883111-4 | 15 septembre 2023 | 978-2-5051-2133-6 |
| Liste des chapitres : - Chapitre 4 - Comédie et barrière (笑いとダム) - Chapitre 5 - Rires et larmes (笑いと涙) - Chapitre 6 - Rire et manzai (笑いと漫才) - Chapitre 7 - Manzai et arrivée sur les lieux de la compétition (漫才と会場入り)                   |                  |                   |                   |                   |
| 3 | 4 octobre 2022   | 978-4-08-883233-3 | 1er décembre 2023 | 978-2-5051-2134-3 |
| Liste des chapitres : - Chapitre 8 - Manzai et style (漫才とスタイル) - Chapitre 9 - Manzai et N°1 (漫才と１番) - Chapitre 10 - Manzai et ordre de passage (漫才とネタ順) - Chapitre 11 - Manzai et densité (漫才と密度)                                       |                  |                   |                   |                   |
| 4 | 3 février 2023   | 978-4-08-883376-7 | 19 avril 2024     | 978-2-5051-2647-8 |
| Liste des chapitres : - Chapitre 12 - Manzai et délibérations (漫才と審査) - Chapitre 13 - Rires et débuts (笑いと始まり) - Chapitre 14 - Rires et efforts (笑いと歪み) - Chapitre 15 - Rires et partenaire (漫才と相方)                                       |                  |                   |                   |                   |
| 5 | 4 juillet 2023   | 978-4-08-883569-3 | 30 août 2024      | 978-2-5051-2648-5 |
| Liste des chapitres : - Chapitre 16 - Manzai et tournoi de préparation (漫才と前哨戦) - Chapitre 17 - Manzai et confrontation (漫才と叩く) - Chapitre 18 - Manzai et attitude (笑いとスタンス) - Chapitre 19 - Rire et question pour un comique (笑いと大喜利) |                  |                   |                   |                   |
| 6 | 4 décembre 2023  | 978-4-08-883723-9 | 5 décembre 2024   | 978-2-5051-2649-2 |
| Liste des chapitres : - Chapitre 20 - Manzai et tirage au sort (漫才と抽選会) - Chapitre 21 - Manzai et introduction (漫才と前説) - Chapitre 22 - Manzai et sens commun (漫才と常識) - Chapitre 23 - Manzai et notation (漫才と得点)                           |                  |                   |                   |                   |
| 7 | 4 avril 2024     | 978-4-08-883893-9 | 9 mai 2025        | 978-2-5051-3353-7 |
| 8 | 2 août 2024      | 978-4-08-884140-3 | 12 décembre 2025  | 978-2-50-513384-1 |
| 9 | 4 décembre 2024  | 978-4-08-884352-0 |                   |                   |
| 10 | 2 mai 2025       | 978-4-08-884463-3 |                   |                   |
| 11 | 4 septembre 2025 | 978-4-08-884664-4 |                   |                   |

## Réception
Danny Guan de GameRant a inclus Show-ha Shoten! sur une liste des « Meilleurs Shonen Manga de 2021 ». Antonio Mireles de The Fandom Post a fait l'éloge du travail d'équipe entre les deux principaux protagonistes Azemichi et Taiyo, un duo qui travaille autour des forces et des faiblesses de l'autre, écrivant que la série joue sur l'expérience d'Obata qui a créé un duo similaire dans son manga précédent, Bakuman. Il a terminé avec, « Le monde a besoin d'un bon rire et Show-Ha Shoten! est sur le point de lui fournir au monde ». Il a recommandé la série à ceux qui veulent comprendre la structure d'un Owarai.

### Œuvres
Édition japonaise
1. 1 2  (ja) « ショーハショーテン！ 1 », sur Shueisha (consulté le 26 février 2023)
2. 1 2  (ja) « ショーハショーテン！ 2 », sur Shueisha (consulté le 26 février 2023)
3. 1 2  (ja) « ショーハショーテン！ 3 », sur Shueisha (consulté le 26 février 2023)
4. 1 2  (ja) « ショーハショーテン！ 4 », sur Shueisha (consulté le 26 février 2023)
5. 1 2  (ja) « ショーハショーテン！ 5 », sur Shueisha (consulté le 18 mai 2023)
6. 1 2  (ja) « ショーハショーテン！ 6 », sur Shueisha (consulté le 23 novembre 2023)
7. 1 2  (ja) « ショーハショーテン！ 7 », sur Shueisha (consulté le 18 février 2024)
8. 1 2  (ja) « ショーハショーテン！ 8 », sur Shueisha (consulté le 19 juin 2024)
9. 1 2  (ja) « ショーハショーテン！ 9 », sur Shueisha (consulté le 16 octobre 2024)
10. 1 2  (ja) « ショーハショーテン！ 10 », sur Shueisha (consulté le 2 avril 2025)
11. 1 2  (ja) « ショーハショーテン！ 11 », sur Shueisha (consulté le 17 juillet 2025)

Édition française
1. 1 2  « Show-ha Shoten Vol.1 », sur Kana (consulté le 21 juin 2023)
2. 1 2  « Show-ha Shoten Vol.2 », sur Kana (consulté le 30 août 2023)
3. 1 2  « Show-ha Shoten Vol.3 », sur Kana (consulté le 21 septembre 2023)
4. 1 2  « Show-ha Shoten Vol.4 », sur Kana (consulté le 23 novembre 2023)
5. 1 2  « Show-ha Shoten Vol.5 », sur Kana (consulté le 30 août 2024)
6. 1 2  « Show-ha Shoten Vol.6 », sur Kana (consulté le 16 juin 2024)
7. 1 2  « Show-ha Shoten Vol.7 », sur Kana (consulté le 17 novembre 2024)
8. 1 2  « Show-ha Shoten Vol.8 », sur Kana (consulté le 17 juin 2025)